# Медведи (скульптурная композиция)
Скульптурная композиция «Медведи» (более известна как памятник «Здесь начинается Россия») — памятник, установленный в городе Елизово Камчатского края.

## Описание произведения
Скульптурная композиция расположена неподалёку от международного аэропорта г. Елизово по пути в г. Петропавловск-Камчатский.
Скульптуры медведицы с медвежонком изготовлены в натуральную величину, с соблюдением всех пропорций в естественном цвете. Медведица в пасти держит большую рыбину. На пьедестале на лицевой стороне находится надпись: «Здесь начинается Россия» и «Камчатка», на обратной стороне «Елизово». В 2015 году рядом поставили указатель городов.

## История
Скульптурная композиция была установлена 7 октября 2011 года в городе Елизово на фоне панорамы трёх камчатских вулканов — Авачинского (высота 2741 м.), Корякского (высота — 3456 м.) и Козельского (высота 2189 м.). Автором и инициатором установки является житель Камчатки, глава Елизовского муниципального района Андрей Андреевич Шергальдин.
Является одной из наиболее популярных достопримечательностей региона и визитной карточкой Камчатки. Местные жители традиционно проводят у памятника свадебные фотосессии и другие значимые мероприятия.
В 2016 году изображение скульптурной композиции участвовало во всероссийском голосовании претендентов среди достопримечательностей России на попадание на купюры номиналом 200 и 2000 рублей.
Памятник неоднократно повреждали вандалы — отламывали рыбу, которую медведица держит в зубах; разбивали указатель с надписью «Крым»; обламывали медведице уши. В связи с этим композиция находится под круглосуточным видеонаблюдением.
В мае 2018 года была проведена реконструкция памятника.